# François d'Orcival
Amaury de Chaunac-Lanzac (Aurignac, 11 februari 1942), die werkt onder het pseudoniem François d'Orcival, is een Frans journalist en schrijver.
Als student sympathiseerde D'Orcival met extreemrechts en publiceerde in dat kader enkele werken samen met Fabrice Laroche (Alain de Benoist): Rhodésie, pays des lions fidèles over Zuid-Rhodesië en Le courage est leur patrie over de OAS. In 1966 begin hij een carrière als journalist bij Le Spectacle du Monde. Hij werkte daarna nog bij Le Spectacle du Monde en Figaro Magazine. Hij is bekend om zijn boeken over de Franse presidenten, bewoners van het Élysée.
In 2001 werd hij geridderd tot Chevalier de la Légion d'honneur en in 2008 werd hij verkozen in de Académie des sciences morales et politiques.